# 미녀와 야수 (1991년 영화)
《미녀와 야수》(영어: Beauty and the Beast)는 1991년 월트 디즈니 피처 애니메이션에서 제작한 미국의 애니메이션 영화이다. 1991년 11월 13일 할리우드의 엘 캐피탄 극장에서 처음으로 상영하였으며, 디즈니의 30번째 클래식 애니메이션 장편 영화이다. 무서운 야수의 성에 갇히게 된 미녀가 나오는 동명의 프랑스 동화를 토대로 제작하였다. 장편 애니메이션 영화로는 처음으로 아카데미 상의 작품상 후보에 올랐다. 디즈니 르네상스 (1989년의 《인어공주》부터 1999년의 《타잔》까지) 시절의 업적을 격상시켜준 작품으로 평가 받고 있으며, 이 영화에서 본격적으로 시작한 전통 2D 애니메이션과 컴퓨터 그래픽의 융합은 이후의 애니메이션 영화에도 큰 영향을 주었다.
잔마리 르프랭스 드 보몽 (Jeanne-Marie Le Prince de Beaumont) 부인이 쓴 《미녀와 야수》를 바탕으로 각본을 맡은 린다 울버튼이 애니메이션에 맞게 각색한 작품이다. (보몽 부인은 프랑스판의 크레딧에서만 소설의 작가로 소개함) 게리 트러스데일과 커크 와이즈가 감독하였고, 《인어공주》의 음악과 노래를 맡았던 앨런 멘켄과 하워드 애시먼이 영화의 음악을 작곡 및 작사하였다.
아카데미 상에서는 음악상과 함께 노래 "미녀와 야수" (Beauty and the Beast)로 주제가상을 받았다. 2002년에 《미녀와 야수》는 "문화적으로, 역사적으로, 또한 예술적으로 뜻깊은" 작품으로 인정받아 미국의 국립영화등기부에 추가되었다. 같은 해 1월에는 새로운 뮤지컬 장면이 들어간 스페셜 에디션을 IMAX 형태로 재개봉하였으며, 10월에는 2 디스크의 플래티넘 에디션 DVD (일반판, IMAX판, 편집 완료판 포함)를 잇따라 발매하였다. 영화는 2010년 2월 12일 디즈니 디지털 3D 형태로 재개봉할 예정이며, DVD와 블루레이도 새롭게 발매한다.
박스 오피스에서 엄청난 성공을 거둔 이 영화는 미국 내에서 1억 4천 500만 달러 이상, 전 세계에서는 4억 300만 달러 이상의 수익을 달성하였다. 이렇게 높은 흥행 성적의 결과로 1991년, 여름 블록버스터인 《터미네이터 2: 심판의 날》, 《로빈 후드: 도둑들의 왕자》에 이어 그 해의 세 번째로 흥행한 영화가 되었다. 《미녀와 야수》는 사상 처음으로 미국 박스 오피스에서 1억 달러 이상의 수익을 달성한 애니메이션 영화로, 그 당시 디즈니 영화 중에서 가장 성공한 작품이었다. 대한민국에서는 서울 지역 영화관을 기준으로 590,904명의 관객을 달성하였다.
영화를 각색하여 제작한 동명의 브로드웨이 뮤지컬은 1994년부터 2007년까지 공연하였다. 디즈니판의 이야기는 그림책으로도 출판하여 판매되었으며, 디즈니 코믹스에서 각색하여 그린 만화책도 출판되었다. 디즈니 채널에서는 《Sing Me a Story with Belle》이라는 실사 TV 어린이 시리즈를 1995년부터 1999년까지 방영하였다. 1997년 11월 11일에는 영화의 중편이라고 할 수 있는 《미녀와 야수 : 마법에 걸린 크리스마스》가 비디오로 발매되어 호평을 받았고, 뒤를 이어 또 다른 중편인 《벨과 마법의 성》이 1998년 2월 17일에 발매되었다.

## 줄거리
프롤로그에서, 왕자는 추레한 모습을 한 노파를 보고는 화를 내며 그녀를 쫓아낸다. 그러자 노파는 자신의 본 모습인 아름다운 마녀로 돌아와 강력한 저주를 내린다. 이 저주로 냉정한 왕자는 왕자의 마음 속 잔혹함과 미움이 투영된 무서운 야수로 변하게 되고, 왕자의 하인들은 인간을 닮은 가재 도구로 변하게 되었으며, 성은 어둡고 기분 나쁜 장소가 된다. 이것으로 왕자는 외모만으로 상대를 판단해서는 안된다는 교훈을 얻게 되었다. 저주는 오직 마녀가 준 장미가 모두 지기 전까지 야수가 사랑을 하고, 다른 사람으로부터 사랑을 받아야만 깨지게 된다. 만약 그렇게 하지 못하면, 왕자는 여생 동안 영원히 야수로 남아 살아가는 운명을 맞게 되었다. 야수는 아무도 추악한 모습을 가진 자신을 사랑하지 않을 것라 확신하며 우울한 성 안에서 숨어 지내게 된다.
10년의 세월이 흐르고, 벨이라는 이름의 아름다운 소녀가 프랑스 프로방스 지방의 마을로 이사온다. 이사온 마을의 사람들은 독서를 좋아하고, 마을의 무례하고 자만심 많은 영웅 개스톤의 청혼을 거부하는 벨을 괴짜라고 생각한다. 개스톤이 거만하게 손을 내밀며 벨에게 청혼하지만, 벨은 예의바르지만 단호하게 그의 청혼을 거절한다.
벨의 아버지 모리스는 괴짜 발명가이다. 혼자서 마차를 몰고 발명가 대회에 나가려던 모리스는, 길을 잃다가 어둠 속에서 말을 잃고 만다. 급기야 폭풍이 치는 밤에 늑대들에게 쫓기게 되는 모리스는 추위와 피곤함에 절어 어둠 속에서 방황하다 어두운 성에 도착하여 조심스럽게 그곳에 들어간다. 야수는 성에서 휴식을 취하고 있는 모리스를 발견하자 그를 지하감옥에 가둔다. 아버지의 말이 혼자서 집으로 돌아오자 벨은 아버지를 걱정하여 찾아나선다. 야수의 성에 들어간 벨은 아버지가 야수의 죄수로 지내고 있는 것을 발견한다. 벨은 야수에게 아버지 대신 포로가 되겠다고 간청하고, 야수는 그녀를 대신 포로로 가두게 된다. 야수는 마녀의 장미가 있는 서쪽 탑을 제외하고는 벨이 성의 어느 곳이든 갈 수 있도록 허락해준다. 또 그녀가 필요한 것이 있다면 그의 하인들이 도와줄 것이라 말한다. 촛대 루미에와 집사인 시계 콕스워즈를 포함한 마법에 걸린 가재 도구들은 벨을 따뜻하게 환영하며 환상적인 프랑스 정찬을 대접한다.
한편, 마을에서는 주민들이 벨에게 우스운 청혼을 거절 당한 개스톤을 위로한다. 이때 모리스가 갑자기 나타나 야수의 성에 갇힌 벨을 구출해줄 것을 요청한다. 하지만 그를 미쳤다고 생각하는 마을 사람들은 그 말을 믿어주지 않고, 개스톤은 모리스를 정신 병원에 보낸다고 위협하여 벨과 결혼할 결심을 한다. 모리스는 개스톤의 계획을 알아차리지 못한 채 직접 벨을 찾아 나서기로 한다.
금지된 서쪽 탑으로 몰래 찾아간 벨은 부서진 가구와 거울, 이상하게도 친숙한 푸른 눈동자가 그려진 찢겨진 초상화, 그리고 마법의 장미를 발견한다. 장미에 손을 대려는 벨을 발견한 야수는 이성을 잃고 크게 화를 낸다. 벨은 충격을 받고 성에서 탈출을 시도하지만, 숲에서 늑대들에게 쫓기게 되고 생명의 위협을 받게 된다. 이때 갑자기 야수가 나타나 늑대들을 물리치고 쓰러지자, 벨은 성으로 돌아와 자신의 생명을 구해준 것에 감사하며 그의 상처를 보살펴준다. 시간이 흘러, 둘은 점점 서로 친구가 되어가기 시작한다. 가재 도구들은 들떠서 벨이 야수를 사랑하게 되어 마법에 걸린 모든 사람들이 본래 모습으로 돌아오게 될 것이라 낙관한다. 둘의 관계는 우아한 정찬과 무도장에서 함께 춤을 추게 되는 것으로 절정에 이른다.
벨이 아버지의 모습을 보고 싶어하자, 야수는 마법 거울을 통해 아버지의 모습을 보여준다. 거울에서 모리스가 숲에서 병이 들어 길을 잃고 있자, 벨을 사랑하게 된 야수는 모리스에게 찾아가 간호해줄 수 있도록 벨을 풀어준다. 비록 자신이 인간으로 되돌아가는 기회를 놓치게 된다는 것을 잘 알았지만, 벨에 대한 그의 사랑은 그것을 초월하는 것이었다. 벨은 서둘러 필립을 타고 성을 빠져나가고 야수는 그녀를 다시는 볼 수 없다는 비탄에 빠져 울부짖는다.
모리스를 발견한 벨은 서둘러 그와 함께 마을로 되돌아간다. 마을에서는 군중들이 모리스를 정신 병원에 넣고자 모여 있었다. 개스톤은 벨이 자신과 결혼한다면 모리스를 놓아줄 것이라 하지만, 그녀는 완강히 거부한다. 개스톤과 군중들은 야수를 묘사하는 모리스를 조롱하며 그를 정신 병원에 데리고 가려고 한다. 아버지의 주장대로 야수가 실존함을 증명하기 위해서 벨은 마법 거울을 통해 마을 사람들에게 야수의 모습을 보여준다. 주민들은 야수가 진짜 있다는 것을 알게 되자 두려움에 떤다. 벨에게서 배반심과 모욕감을 느낀 개스톤이 그녀가 "그 괴물"을 사랑한다고 비난하자, 벨은 “그렇지 않아요, 괴물은… 당신이에요!”라고 대답한다. 모멸감을 느낀 개스톤은 야수는 위험하다고 주민들을 선동하여 성에 쳐들어가 그를 죽이려고 한다. 개스톤은 벨과 모리스가 야수에게 사실을 알리지 못하도록 지하 저장실에 가둔다.
찻잔 칩의 도움으로, 벨과 모리스는 지하 저장실에서 탈출하여 성으로 서둘러 찾아간다. 주민들이 성문을 열자, 마법에 걸린 가재 도구들이 그들을 공격하고 쫓아낸다. 개스톤은 이들을 피해 야수를 찾아내어 무자비하게 공격한다. 삶의 의지를 잃은 야수는 벨이 아버지의 말 필립을 타고 올 때까지 아무런 저항도 하지 않는다. 개스톤과 야수의 격한 싸움은 계속되고, 개스톤은 야수의 등을 찌르고 발을 디딜 곳이 없어 성에서 협곡 밑으로 추락하는 것으로 최후를 맞는다.
벨은 큰 상처를 입게 된 야수를 모든 것이 잘 될 것이라며 위로하지만, 야수는 치명적인 상처로 자신이 죽게 될 것을 직감한다. 슬픔에 젖은 벨이 마지막 장미 잎이 떨어지기 전에 눈물을 흘리며 그에게 사랑한다 속삭인다. 그러자 갑자기 야수의 모습이 모두 인간으로 탈바꿈된다. 벨은 그의 여전히 푸른 눈동자를 보고 누구인지 알게 된다. 벅찬 감정으로 벨이 왕자와 입맞춤을 나누자, 저주가 풀리면서 성이 본래의 아름다운 모습으로 돌아오고, 마법에 걸린 도구들은 원래 모습으로 돌아온다.
마지막 장면에서 벨과 왕자가 무도회장에서 모리스와 사람이 된 성의 하인들을 포함한 많은 손님들 앞에서 행복하게 춤을 추면서 영화는 끝난다.

## 캐스팅
| 역할            | 미국판                     | 한국판                                        | 설명 |
| --------------- | -------------------------- | --------------------------------------------- | --- |
| 벨              | 페이지 오하라              | 성유진 전수경 (노래)                          | 책을 좋아하는 지적이고 예쁜 소녀로, 이 영화의 주역이다. 아버지를 대신해 야수의 포로가 된다. 야수와 사랑에 빠지면서 그의 마음 속의 인간적인 면모를 찾아주게 된다. |
| 야수            | 로비 벤슨                  | 장세준 박상준 (노래)                          | 차가운 마음씨를 가진 왕자로, 마음에 사랑이 없다는 이유로 야수로 변한다. 벨과 만나게 되면서 그녀의 도움으로 따뜻한 성품을 갖게 된다. 영화의 마지막에서 마법이 풀리자 원래의 멋진 왕자의 모습으로 돌아간다.                                                                   |
| 개스톤          | 리처드 화이트              | 이정구 정민화 (노래)                          | 이기적이고 잔인한 사냥꾼으로, 마을에서 가장 아름다운 벨과 결혼을 하기 위해 수단과 방법을 가리지 않는 영화의 악역이다. 벨의 진실한 사랑까지 죽여서라도 그녀를 독차지하려고 하다가 추락사당한다.                                                                              |
| 뤼미에르        | 제리 오르바흐              | 김준                                          | 예의 바르고 친절한, 성의 손님을 접대하는 하인으로, 장식용 촛대로 변하였다. 습관적으로 야수의 엄격한 규칙에 반하는 행동을 하기 때문에 둘 사이에 긴장감이 돌기도 하지만, 야수에게 조언을 해줄 때도 있다.                                                                      |
| 포츠 부인       | 앤절라 랜스베리            | 임수아 윤복희 (노래)                          | 찻주전자로 변한, 부엌의 요리 일을 관장하는 성의 하녀이다. 야수에게 조언을 해주는 것은 물론, 성에 갇히게 된 벨을 정성껏 보살펴주며, 무도회 장면에서는 노래를 부른다. |
| 콕스워스 해설자 | 데이비드 오그든 스타이어스 | 조동희 (콕스워스) 윤형주 (노래) 유강진 (해설) | 성의 집사로, 시계로 변하였다. 뤼미에르와는 절친한 사이지만 야수의 충직한 신하이기도 하므로 뤼미에르와 의견이 충돌하여 마찰이 일어날 때마다 성 안에서 문제를 일으키지 않도록 주의를 시킨다. 미국판의 데이비드 오그던 스타이어스는 영화의 시작을 알리는 해설자 역할도 맡았다. |
| 칩              | 브래들리 피어스            | 김선우                                        | 포츠 부인의 아들로, 찻잔으로 변하였다. 나이가 어리기 때문에 사랑에 대해서는 잘 알지 못한다. 지하 창고에 갇히게 된 벨과 모리스를 지혜를 발휘하여 구출한다. |
| 르푸            | 제스 코티                  | 김재우                                        | 개스톤의 키 작고 어리버리한 친구로, 분위기에 안맞는 행동을 하여 얻어 맞기도 한다. 악역인 개스톤의 사이드킥 역할을 충실히 맡고 있다. |
| 모리스          | 렉스 에버하트              | 노민                                          | 벨의 발명가 아버지. 마을 사람들은 발명가인 그를 괴짜이며 미쳤다고 생각한다. 발명가 대회에 참가하려다 숲에서 길을 잃어 우연히 야수의 성에 들어가 그의 포로가 된다. 벨이 대신 포로가 되자, 마을 사람들에게 도움을 요청하지만 무시 당한다.                                     |
| 필립            | 핼 스미스                  |                                               | 벨과 모리스가 타고 다니는 부녀의 애마. 벨이 갇힌 후에는 성의 마굿간에서 지내게 된다. |
| 장농 (워드롭)   | 조 앤 월리                 | 서금옥                                        | 성의 오페라 가수였으나 장농으로 변하였다. |
| 바베트          | 키미 로버슨                | 이영주                                        | 성의 시녀였으나 먼지떨이로 변하였다. 뤼미에르의 연인. |
| 스토브          | 브라이언 커밍스            | 김준                                          | 다혈질인 성의 요리사로, 요리용 화덕으로 변하였다. |
| 술탄 회색늑대   | 프랭크 웰커                |                                               | 술탄은 개가 발판으로 변한 것이다. 회색늑대들은 숲을 지나가던 모리스와 벨을 공격하다가 야수에게 패배하고 도망친다. |
| 빔베트          | 메리 케이 버그먼 캐스 소시 | 최문자 이영주 송연희                          | 개스톤을 미치도록 사모하는 금발 머리를 가진 세 명의 마을 소녀들. |
| 아르크 박사     | 토니 제이                  | 한상덕                                        | 정신병원을 운영하고 있는 의사. 벨을 협박하려는 개스톤에게 뇌물을 받고 모리스를 정신병원으로 데려가려고 한다. |
| 서점 주인       | 앨빈 엡스테인              | 정기항                                        | 벨이 단골로 찾아가는 서점의 친근한 아저씨이다. |
| 빵집 주인       | 앨릭 머피                  | 유만준                                        | 벨이 아침마다 만나는 빵 장수. 개스톤에게 선동되어 그를 돕게 된다. |

가수이자 뮤지컬 배우인 윤복희가 포츠 부인의 노래를 맡아 미녀와 야수를 불렀으며, 아역 탤런트 김선우가 칩의 목소리 연기를 맡았다. 《인어공주》에서 세바스찬을 맡았던 재즈 싱어 김준은 뤼미에르의 노래와 연기를 맡았다. 성유진은 이민, 장세준은 별세로 인해 2002년 IMAX 재개봉 판에 추가 된 다시 사람 되면 부분의 벨과 야수의 성우가 바뀌었다. 벨 - 서혜정 야수 - 손원일

## 다른 언어 버전
- 일본어판에서는 디즈니에서 뮬란의 무슈, 알라딘의 지니 등의 밝은 조연 역을 맡던 야마데라 코이치가 거친 야수의 목소리를 연기했다.
- 프랑스어 버전에서는 샤를 아즈나부르가 야수의 노래를 맡았다.
- 멕시코/스페인어판에서의 르푸의 목소리는 영어판과 동일한 성우인 베네수엘라계 미국인 제스 코티가 목소리를 맡았다[10].

## 제작
이 영화는 게리 트러스데일과 커크 와이즈가 감독하였으며, 돈 한이 제작, 하워드 애시먼이 제작 총 지휘, 그리고 세라 맥아더가 제작 지휘를 맡았다. 각본은 작가 린다 울버튼이 썼다. 영화의 노래는 하워드 애시먼이 가사를 쓰고 앨런 멘켄이 작곡하였으며, 스코어 음악은 앨런 멘켄이 담당하였다. 브라이언 멕엔티가 예술 감독, 존 카노찬이 편집 감독을 맡았다. 제작 지휘에는 로저 알러스 (줄거리 지휘), 에드 제트너 (배치 지휘), 리사 킨 (배경 지휘), 비라 랜퍼 (클린업 지휘), 랜디 풀머 (시각 효과 지휘), 짐 힐린 (컴퓨터 그래픽 지휘)이 참여하였다. 각 등장인물의 애니메이션 지휘는 제임스 박스터 (벨), 글렌 킨 (야수), 안드레 데자 (개스톤), 루벤 A. 아키노 (모리스), 윌 핀 (콕스워즈), 닉 라니에리 (루미에), 데이비드 프릭스마 (포츠 부인/칩), 러스 에드먼드 (필립), 래리 화이트 (늑대), 크리스 월 (르 푸)이 맡았다. 프로덕션 매니저는 베이커 브루드워스이다.
《미녀와 야수》에는 600명 가까이의 애니메이터, 미술가, 기술자가 동원되었으며, 백만 장 이상의 스케치와 22만 6천 장이 넘는 셀로판지가 소요되었다. 1989년 여름 제작자 돈 한과 애니메이터들은 런던에서 10주 동안 영화의 기본 단계와 제작 전 작업에 착수하였다. 스토리 라인과 등장인물의 디자인, 유럽의 분위기를 낼 수 있도록 노력하였다. 프랑스의 루아르 계곡과 프로방스 지방을 방문하여 스케치를 하거나 풍경을 비디오로 녹화하기도 하였다. 처음에는 음악이 없이 약간의 유머를 곁들인 드라마로 만들 예정이었으나 1989년 12월에 즈음하여 뮤지컬로 계획을 변경하였다. 작가 울버튼은 애시먼에게 새롭게 짠 각본에 넣을 노래와 위치, 전체적인 구조를 상의하여 약 한 달에 걸쳐서 완성하였다.
야수의 디자인을 맡은 글렌 킨은 수 차례 동물원을 방문하고 내셔널 지오 그래픽의 영상과 박제된 동물을 보면서 야수의 외모를 구상하였다. 그 결과, 야수의 모습은 사자와 들소, 멧돼지, 고릴라, 곰 등의 특징을 혼합한 형태가 되었다. 벨은 유럽적인 외양으로 묘사되어 있는데, 벨을 디자인한 제임스 박스터는 후반부에 야수와 벨의 작업을 동시에 하면서 사실적인 묘사를 위해 무용수의 감수를 받아 무도회 장면을 완성하였다. 울버튼이 설정한 벨의 성격은 강하고 영리하며 용기있는 여성으로, 이러한 특징이 반영된 영화에서는 주관이 뚜렷하며 자신을 구속하려는 남성을 필요로 하지 않는 모습이 묘사되었다.
영화의 오프닝 넘버에 나오는 헛간 장면은 실제로는 제작이 중단된 《수탉》 (Chanticleer)이란 영화에서 처음 계획했던 것이다. 영화가 제작되는 동안에 일부 장면의 애니메이션 제작이 완료된 상태에서 시퀀스가 다시 짜여지는 일도 있었다. 옷장 캐릭터 (비주얼 개발자인 수 C. 니컬스가 하인이 모두 남자여서 창안)는 원래 알모어 부인이라는 이름의 주요 캐릭터로 등장할 예정이었지만 이 역할을 포츠 부인이 대신하게 되면서 비중이 작아졌다. 스테판 캔퍼는 자신의 저서인 Serious Business에서 이 영화에 대해 브로드웨이 연기자인 앤절라 랜스베리와 제리 오바크를 캐스팅한 점을 들며 "뮤지컬 영화의 관례는 뮤지컬의 완전한 흡수다"고 적었다. 야수의 목소리를 맡은 로비 벤슨은 그의 캐릭터에 대해 다음과 같이 말했다. "야수는 지금까지 내가 맡기를 원해본 적이 없는 난폭하지만 아픈 상처를 가지고 있는 캐릭터이다." 극장판에서 노래 "다시 사람 되면" (Human Again)이 삭제된 것은 제작 당시 모리스가 딸을 찾아 헤매는 시간이 길지 않음에도 성에서 지내는 장면이 너무 길어 넣기에 부적합하다는 것이 이유였다 영화의 명장면인 무도회 장면은 CGI부서의 컴퓨터 그래픽을 통해 구현된 것으로, 애니메이션 영화에서는 처음으로 시도한 것이었다. 영화의 제작자 돈 한은 원래 전통 애니메이션에 컴퓨터 그래픽을 사용하는 것에 반대하는 입장이었지만, 후에 기술이 진보함에 따라 무도장 장면에서 이 기법을 사용하기로 결정하였다.
이 영화가 제작되기 40년 전, 월트 디즈니는 《미녀와 야수》를 뛰어난 애니메이션 영화로 만들 가능성이 없는 동화로 생각했다. 당시에는 이야기의 후반부에 미녀가 야수의 성에 갇힌 후의 침침하고 어두운 분위기를 살려내기가 어려웠다고 생각했기 때문이다. 피터 M. 니컬스는 디즈니가 1930년대에 영화화를 고려했지만 장 콕토가 이미 영화화를 진행하여 포기한 것이라고 추측하였다. 영화에서는 의도적으로 사운드 오브 뮤직 (벨이 언덕 위에 있는 장면)이나 초기 디즈니 특작 영화의 오마주를 삽입하였다.
영화는 보몬 부인이 쓴 원작 내용과 몇가지에서 다른 점이 있다. 원작에서는 하인들이 눈에 보이지 않지만, 영화에서는 가재도구로 등장한다. 미녀가 인간으로 돌아간 야수의 모습을 보는 꿈은 영화에서 생략되었다. 영화에서는 야수가 사랑이 없는 마음 때문에 저주를 받지만 원작에서는 잔혹한 요정의 결혼을 거절한 것이 이유가 된다. 개스톤은 원작에 등장하지 않는 인물로, 1946년 영화에서 역시 벨에게 구혼을 하다 야수를 죽이고 벨을 차지하게 되는 아브낭이라는 캐릭터가 모티브가 되었다. 원작의 악역인 미녀의 자매들은 영화에서 나오지 않는다. 아버지의 직업 또한 상인에서 발명가로 바뀌었다. 원작에서 야수는 심장이 찢어져 죽게 되지만, 영화에서는 개스톤에게 찔려 치명적인 상처를 입다가 저주가 사라지자 부활하게 된다.
1991년 9월에는 뉴욕 영화 페스티벌에서 이 영화가 상영된 적이 있었다. 정식 개봉 전이었던 당시에는 영화의 70%만이 완성되었기 때문에, "제작 진행 중인 영화" (Work-In-Progress)로 표시되었고, 완성되지 못한 나머지 30%의 분량은 스토리보드와 스케치로 보여주었다. 또한, 영화의 일부 장면은 완성에 앞서는 "이전 단계"로 만들어져 있었다. 이러한 장면들이 포함된 판은 1993년 9월 비디오와 레이저 디스크로 발매하였고, 2002년 10월 8일에는 플래티넘 에디션 DVD에 포함하여 발매하였다.

## 음악
모든 노래에는 아카데미 상 수상자인 하워드 애시먼이 참여하였다. 애시먼은 영화가 개봉하기 8개월 전 사망하였는데, 영화의 마지막에서는 제작진들이 그에게 바치는 헌정사가 나타난다.
| “ | 인어공주에게 목소리를, 야수에게 영혼을 준 우리의 동료, 하워드. 우리는 언제나 그에게 감사할 것입니다. 하워드 애시먼 1950-1991 | ” |

디즈니 영화의 노래를 모은 음반인 Classic Disney: 60 Years of Musical Magic에서, 미녀와 야수 (Beauty and the Beast)는 레드 디스크, 손님이 되어 주세요 (Be Our Guest), 무엇인가 (Something There), 개스톤 (Gaston)은 블루 디스크, 군중의 노래 (The Mob Song)는 그린 디스크, 마지막으로 벨은 오렌지 디스크에 삽입하였다.
비슷한 종류의 앨범인 Disney's Greatest Hits에는 미녀와 야수 (Beauty and the Beast)를 블루 디스크, 손님이 되어 주세요 (Be Our Guest)를 그린 디스크, 개스톤 (Gaston)을 레드 디스크에 삽입하였다.
《미녀와 야수》는 교향악 메탈 밴드인 나이트위시의 작품에 영향을 주었다. 밴드의 키보드 연주자이자 작곡가인 투오마스 홀로파이넨은 자신이 좋아하는 영화 중에는 "모든 디즈니 클래식"이 있다고 언급하였으며, 그들의 데뷔 음반 Angels Fall First에 수록된 노래 "Beauty and the Beast"는 영화의 줄거리를 재해석한 것이라고 밝혔다.
메인 주제가는 셀린 디온과 흑인 가수 피보 브라이슨이 듀엣으로 부른 것으로도 알려졌다.

### 노래
- 벨(Belle) (벨, 개스톤, 코러스): 영화의 여는 노래이다. 벨이 분주한 마을 책방에 다녀가는 동안, 마을 사람들이 노래를 부르며 그녀의 이상함을 노래한다.
- 벨(Belle, 리프라이즈) (벨): 개스톤이 프러포즈를 실패한 후에 돌아가자 벨이 부르는 노래로, "지금의 생활보다 더 나은 멋진 곳을 원한다"는 소망을 표현하고 있다.
- 개스톤(Gaston) (르푸, 개스톤, 코러스): 개스톤의 동료 르푸와 마을의 주정뱅이들이 선술집에서 개스톤에게 칭찬을 퍼붓는 내용의 노래이다.
- 개스톤(Gaston, 리프라이즈) (개스톤, 르푸, 코러스): 모리스가 야수의 성에서 돌아온 후 선술집에 들어가 도움을 요청하지만, 마을 사람들은 그를 미쳤다고 비웃는다. 이를 본 개스톤은 벨의 아버지를 정신병원에 보내지 않는 것을 조건으로 벨과 결혼할 생각을 한다.
- 손님이 되어 주세요(Be Our Guest) (루미에, 미세스 포츠, 코러스): 성의 접시와 그릇과 같은 식기로 변한 하인들이 펼치는 정찬 디너쇼로, 맛있는 음식 대접과 함께 춤, 노래를 보여주면서 벨을 흥겹게 해준다.
- 무엇인가(Something There) (벨, 야수, 루미에, 미세스 포츠, 콕스워스): 벨과 야수는 함께 지내는 동안 서로에게 무엇인가를 느끼고 있다는 것을 깨닫는다.
- 다시 사람 되면(Human Again) (루미에, 칩, 미세스 포츠, 옷장, 콕스워스, 바베트, 코러스): 성의 하인들이 그들이 계획하는 낭만적인 무도회를 위해 성을 깨끗이 청소 하면서 부르는 노래이다. 스페셜 에디션과 스페셜 에디션 사운드트랙에만 포함되어있다.
- 미녀와 야수(Beauty and the Beast) (미세스 포츠): 미세스 포츠가 벨과 야수가 성의 무도장에서 함께 춤을 추는 동안 부르는 노래이다.
- 군중의 노래(개스톤, 코러스): 야수를 죽이기 위해 성으로 향하는 동안 마을 사람들이 부르는 노래이다.
- 미녀와 야수(Beauty and the Beast, 리프라이즈) (코러스): 영화의 마지막에 합창으로 부르는 닫는 노래이다.

## 개봉

### 리뷰
1991년 9월 뉴욕 영화 페스티벌 상영 이후 남은 분량을 모두 완성하고 개봉한 《미녀와 야수》는 평론가들에게 전폭적인 지지를 받았다. 로저 이버트는 이 영화에 별 네 개에 네 개를 주며 다음과 같이 언급하였다. “《미녀와 야수》는 최고의 작가, 음악가, 그리고 영화 제작자가 모여 과거의 훨씬 오래되고 유익하였던 할리우드의 전통으로 거슬러 올라가 제작한 프로젝트이며, 가족 관객들이 굉장한 즐거움을 얻을 수 있다는 것을 전제 하에 만들어졌다고 볼 수 있다.” 2008년 8월에는 로튼 토마토에서 94%의 신선도 등급이 매개졌다. 시각 효과 또한 벨과 야수가 3D로 구현한 무도장에서 춤을 추는 명장면을 통하여 “컴퓨터 애니메이션의 경이로울 정도의 이른 사용”이라는 찬사를 받았다. 이 장면은 스튜디오의 행정 부서가 이후의 작품에 컴퓨터 애니메이션의 활용을 고려하는 것에 큰 영향을 주었다.
스무딘은 저서 《애니메이팅 컬쳐》 (Animating Culture)에 스튜디오가 이 영화에 초기의 고정된 성역할에 변화를 시도하였다고 쓰고 있다. 스무딘은 덧붙여 이러한 방법으로 전통적인 동화와 페미니즘, 컴퓨터와 전통 애니메이션을 함께 보여주고 있다고 설명하였다. 또, 영화가 기술적인 이야기 또는 정치라는 용어로까지 표현할 수 있는 중대한 면모를 가졌다고 보았다. 또 다른 작가는 벨을 “책을 읽는만큼 지혜로운 모습을 보여주지 않는다.”고 적고 있지만, 영화가 다른 "디즈니 스튜디오"의 작품에 비교할 때 “지금까지 봐온 월트 디즈니 장편 영화의 특성에 변화를 시도한 작품”이라고 평가하였다. 데이빗 휘틀리는 《디즈니 애니메이션 속 아이디어의 본질》 (The Idea of Nature in Disney Animation)에서 벨이 기존의 디즈니 여자 주인공과는 달리 집안일로부터 자유로워 보이지만, 동시에 역할이 약간은 명확해 보이지 않다는 점을 들며 “현대의 문화는 집을 떠나기 전에 가정일에 많은 시간을 할애하지 않는 사춘기의 여성상은 원하고 있고, 이들이 직업을 가진 어머니로서 많은 책임을 지고 있어야 한다고 여긴다”고 언급하였다. 휘틀리는 또한 비평적인 관점에서 본 개스톤의 배타적인 태도의 본질, 인조인간과 같은 하인들, 상인이 아닌 발명가 아버지를 들어 영화의 다른 테마가 받은 현대 문화의 영향을 설명하였다. 이와 비슷하게 철학자 김용석은 갈등과 충돌로 만남을 시작하는 탈중세적 전개를 이야기의 특징으로 꼽으며, 야수가 내면의 갈등 구조를 극복하고 헤겔적인 자아 완성에 이르게 된다고 보았다.

### 수상과 후보
2008년 6월에 미국 영화 연구소는 크리에이티브 커뮤니티의 15000명이 넘는 사람들이 투표한 최고의 미국 영화 장르 10개 중에서 10개의 영화를 선정한 "Ten top Ten"을 선보였는데, 《미녀와 야수》는 애니메이션 장르 부분에서 최고의 영화 7위로 선정되었다. 앞선 경쟁 목록에서는 최고의 뮤지컬 목록에서 22위로 선정되었고, 최고의 낭만적인 미국 영화 목록에서 34위로 선정되었다. 미국 영화 최고의 노래 목록에서는 62위로 선정되었다.
《미녀와 야수》는 아카데미 상의 음악상과 함께 앨런 멘켄과 하워드 애시먼이 작사/작곡한 노래인 "미녀와 야수" (Beauty and the Beast)로 주제가상을 수상하였다. 이 노래는 안젤라 랜스베리가 영화의 가장 유명한 장면에서 부르며, 마지막 크레딧에서는 셀린 디온과 피보 브라이슨이 부르는 노래이다. 멘켄과 애시먼의 다른 노래인 "벨" (Belle)과 "손님이 되어주세요" (Be Our Guest) 또한 주제가상 후보에 올랐는데, 이것으로 영화는 아카데미 주제가상 후보에 처음으로 세 곡이 선정된 작품이 되었다. 이러한 선정은 《알라딘》, 《라이온킹》, 《드림걸즈》, 《마법에 걸린 사랑》에서도 되풀이 되었다. (이후로 아카데미는 주제가상 후보를 한 영화당 두 곡으로 제한) 미녀와 야수는 또한 음향상과 작품상 후보에도 올랐는데, 특히 작품상 후보의 경우 애니메이션 영화 중에서는 현재 유일한 후보 선정작이다.
아카데미 상
현재까지, 《미녀와 야수》는 아카데미 작품상 후보에 오른 유일한 애니메이션 영화이다. 애니메이션 영화로는 《월-E》와 함께 최다 부문 진출 작품으로, 총 6개 부문의 후보로 선정되었다.
| 상                              | 수상자                                           |
| 음악상                          | 앨런 멘켄                                        |
| 주제가상 (Beauty and the Beast) | 앨런 멘켄 & 하워드 애시먼                        |
| 후보:                           |                                                  |
| 작품상                          | 돈 한                                            |
| 주제가상 (Belle)                | 앨런 멘켄 & 하워드 애시먼                        |
| 주제가상 (Be Our Guest)         | 앨런 멘켄 & 하워드 애시먼                        |
| 음향                            | 테리 포터, 멜 메칼프, 데이빗 J. 허드슨 & 독 케인 |

골든 글로브
미녀와 야수는 애니메이션 영화로는 처음으로 골든 글로브 작품상 뮤지컬 및 코미디 부문을 수상하였으며, 이후 애니메이션 영화로는 《라이온 킹》과 《토이 스토리 2》만이 수상하였다.
| 상                              | 결과 |
| 작품상                          | 수상 |
| 음악상                          | 수상 |
| 주제가상 (Beauty and the Beast) | 수상 |
| 주제가상 (Be Our Guest)         | 후보 |

그래미 상
| 상                                                                                               | 결과 |
| 어린이 앨범                                                                                      | 수상 |
| 최우수 팝 그룹 (For Beauty and the Beast)                                                        | 수상 |
| 올해의 노래 (For Beauty and the Beast)                                                           | 후보 |
| Best Instrumental Composition Written for a Motion Picture                                       | 수상 |
| Best Song Written Specifically for a Motion Picture or for Television (For Beauty and the Beast) | 수상 |
| 주제가 (For Beauty and the Beast)                                                                | 후보 |

기타 수상
| 상                                                                                   | 결과 |
| ASCAP Film and Television Music Awards: Most Performed Songs in a Motion Picture     | 수상 |
| Academy of Science Fiction, Fantasy, and Horror Films: Best DVD Classic Film Release | 수상 |
| Academy of Science Fiction, Fantasy, and Horror Films: Best Music                    | 수상 |
| Annie Awards: Best Animated Feature                                                  | 수상 |
| BAFTA Awards: Best Original Film Score                                               | 후보 |
| BAFTA Awards: Best Special Effects                                                   | 후보 |
| BMI Film and TV Awards: BMI Film Music Award                                         | 수상 |
| DVD Exclusive Awards: Best Overall New Extra Features, Library Release               | 수상 |
| DVD Exclusive Awards: Best Menu Design                                               | 후보 |
| Hugo Awards: Best Dramatic Presentation                                              | 후보 |
| Kansas City Film Critics Circle Awards: Best Animated Feature                        | 수상 |
| Los Angeles Film Critics Association Awards: Best Animation                          | 수상 |
| Motion Picture Sound Editors: Best Sound Editing, Animated Feature                   | 수상 |
| National Board of Review: Special Award for Animation                                | 수상 |
| Satellite Awards: Best Youth DVD                                                     | 후보 |
| Young Artist Awards: Outstanding Family Entertainment of the Year                    | 수상 |

### IMAX 개봉
영화는 복원과 리마스터링을 거쳐서 2002년 1월 1일 IMAX 극장 전용으로 재개봉하였다. IMAX판에서는 영화의 많은 장면들을 개선하였는데, 얼굴이나 의상, 성 복도의 세부 설정 등을 보충하는 등 총 200여 장면이 수정작업을 거쳤다. 삭제되었던 노래 "다시 사람 되면 (Human Again)"은 새로운 장면과 함께 중반부에 추가하였고, 특히 이 장면에서는 성의 가재 도구들이 청소를 하기 때문에 기존의 성 내부를 묘사한 80여 장면을 깨끗해 보이도록 수정하기도 하였다. 또한 기존의 CAPS 제작 파일에 새로운 디지털 마스터링을 사용하여 IMAX 영화에 맞게 수정하였다. 영화의 3D 버전은 2010년 2월 12일에 개봉할 예정이다.

### 홈 비디오
완성된 영화의 마지막 부분에는, 추락하는 개스톤의 얼굴이 화면을 채울 때 두 개의 프레임에서 그의 눈동자 안에 해골이 그려져 있다. 비디오판과 레이저 디스크판의 경우에는 눈동자에 그려진 이 해골을 없앴지만, 이후에 발매된 DVD판에서는 그려진 해골을 그대로 볼 수 있다. 월트 디즈니 컴패니는 오디오 코멘터리를 통해서 이 해골이 개스톤이 확실히 죽었는지에 대한 팬들의 의문을 해소하는 요소라고 언급하였다..
영화는 1992년 10월 30일 월트 디즈니 클래식 시리즈로 비디오판과 레이저 디스크판을 발매하였다. 비디오와 레이저 디스크는 일정 기간 동안만 판매되고 이후에는 절판되었다. 《미녀와 야수 : 스페셜 에디션》으로 부르는 IMAX판은 2002년 10월 8일 2 디스크의 월트 디즈니 플래티넘 에디션 DVD로 발매하였다. 스페셜 에디션 DVD에는 삭제된 노래인 "다시 사람 되면" (Human Again), 오리지널 극장판, 1991년 뉴욕 영화 페스티벌에서 상영한 이전 단계판이 포함되어 있다. 2 디스크 플래티넘 에디션 DVD는 2003년 1월 영화의 후속편 (《미녀와 야수 : 마법에 걸린 크리스마스》, 《벨과 마법의 성》)과 함께 디즈니 창고에 저장되었다. 최근에 디즈니는 3D판의 영화가 개봉한 이후인 2010년 10월에 영화를 DVD와 블루레이로 재발매할 예정이라고 공식적으로 언급하였다.

## 번외편

### 뮤지컬
1994년 4월 18일 화요일, 뉴욕 시의 브로드웨이 팰리스 극장에서 뮤지컬로 각색된 미녀와 야수를 초연하였다. 이후 공연은 1999년 11월 런트 폰텐 극장으로 장소를 옮겼다. 상업적인 성공을 거둔 뮤지컬은 토론토의 웨스트 엔드 극장을 비롯해 전 세계를 거치며 공연을 진행하였다. 10년 동안 공연한 브로드웨이판은 토니 상을 받았고, 디즈니 무대 공연의 첫 성공작이 되었다. 공연을 하는 13년 동안 벨 역할에 케리 버틀러, 데버라 깁슨, 토니 브랙스턴, 앤드리아 매카들, 제이미린 시글러, 크리스티 칼슨 로마노, 애슐리 브라운, 아넬리제 반 데르 폴, 야수 역할에 척 바그너, 제임스 바버스, 제프 매카시, 루미에 역할에 메샤크 테일러, 제이컵 영, 존 타르탈리아, 개스톤 역할에는 마크 쿠디스치, 크리스토퍼 시버, 도니 오즈먼드 등 많은 브로드웨이 스타가 공연에 참여하였다. 브로드웨이에서의 공연은 46회의 프리뷰 공연과 5,464회의 정식 공연을 마치고 2007년 7월 29일을 마지막으로 종료되었다.
한국에서는 2004년 8월 8일 초연하였으며, 벨 역할은 조정은, 야수 역할은 현광원, 개스톤 역할은 이정용, 루미에 역할은 성기윤이 맡았다.

### 테마 파크
미녀와 야수 라이브 온 스테이지 (Beauty and the Beast Live on Stage)는 현재 월트 디즈니 월드의 디즈니 할리우드 스튜디오 (Disney's Hollywood Studios)에서 매일 공연한다. 1991년 11월 22일에 처음 상연되었다. 1992년 4월부터 1995년 4월까지 디즈니랜드에서는 미녀와 야수 라이브 온 스테이지와 유사한 공연을 하였다. 파리 디즈니랜드판도 디즈니 할리우드 스튜디오의 공연과 유사하며, 1992년 4월에 시작하여 1996년에 공연을 끝마쳤다.
벨과 야수 커플은 디즈니 파크 어디서나 캐릭터로 만날 수 있으며, 개스톤, 세쌍둥이 여자들, 루미에, 콕스워스, 미세스 포츠와 칩은 특별 행사나 공연 때 가끔씩 등장한다.

### 아이스 쇼
디즈니 온 아이스는 1992년 가을부터 미녀와 야수의 투어 공연을 시작하였다. 공연은 1992년부터 1996년까지 국가 투어로 진행되었으며, 2000년부터 2004년까지 재개하였다. 아이스쇼는 배경음악으로 사운드트랙에 수록되어 있는 노래들과 등장인물들의 목소리를 사용한다.

## 같이 보기
- 《미녀와 야수 (사운드트랙)》
- 《미녀와 야수 (뮤지컬)》
- 스톡홀름 증후군

비디오 후속작 영화
- 《미녀와 야수: 마법에 걸린 크리스마스》
- 《벨과 마법의 성》